# Mistrovství České republiky v atletice 2008
39. Mistrovství České republiky mužů a žen v atletice 2008 se uskutečnilo ve dnech 4.–5. července 2008 v Táboře.

## Medailisté

### Muži
| Soutěž                                 | Zlato                                                                        | Stříbro                                                                  | Bronz                                                                    |
| 100 m                                  | Lukáš Milo 10,26                                                             | Jan Veleba 10,33                                                         | Rostislav Šulc 10,49                                                     |
| 200 m                                  | Vojtěch Šulc 20,69                                                           | Jan Schiller 20,78                                                       | Lukáš Milo 20,89                                                         |
| 400 m                                  | Rudolf Götz 46,55                                                            | Petr Szetei 47,14                                                        | Petr Klofáč 47,64                                                        |
| 800 m                                  | Jakub Holuša 1:50,86                                                         | Michal Šneberger 1:52,11                                                 | Miroslav Kaplan 1:52,55                                                  |
| 1500 m                                 | Vladimír Bartůněk 3:52,84                                                    | Tomáš Bednář 3:53,06                                                     | Tomáš Belada 3:53,16                                                     |
| 5000 m                                 | Milan Kocourek 14:42,86                                                      | Petr Mikulenka 14:46,30                                                  | Róbert Štefko 14:48,77                                                   |
| 10 000 m                               | Róbert Štefko 30:14,16                                                       | Tomáš Bláha 31:03,64                                                     | František Zouhar 31:14,40                                                |
| 110 m př.                              | Stanislav Sajdok 13,70                                                       | Michal Krejčí 14,27                                                      | Jiří Smola 14,28                                                         |
| 400 m př.                              | Ondřej Daněk 50,59                                                           | Michal Uhlík 50,61                                                       | Josef Prorok 51,27                                                       |
| 3000 m př.                             | Petr Mikulenka 8:57,78                                                       | Milan Kocourek 9:10,11                                                   | Jiří Miler 9:15,61                                                       |
| 4 × 100 m                              | Ondřej Kozlovský Ladislav Křížek Jan Schiller Tomáš Bošek Slavia Praha 40.52 | Jan Feher Rostislav Šulc Vojtěch Šulc Ondřej Benda Spartak Praha 4 40.73 | Michal Jahn Jan Halík Martin Houdek Jiří Faist AC Domažlice 43.01        |
| 4 × 400 m                              | Tomáš Bošek Michal Uhlík Jindřich Šimánek Josef Prorok Slavia Praha 3:10.46  | Petr Braniš Marek Hrubý Ondřej Daněk Petr Klofáč Olymp Praha 3:17.56     | Tomáš Pelc Petr Habásko Martin Čapek Tomáš Krupka Slavia Praha B 3:18.15 |
| Skok do výšky                          | Tomáš Janků 2,30 m                                                           | Jaroslav Bába 2,24 m                                                     | Svatoslav Ton 2,24 m                                                     |
| Skok o tyči                            | Jan Kudlička 5,62 m                                                          | Štěpán Janáček 5,42 m                                                    | Michal Balner 5,42 m                                                     |
| Skok daleký                            | Roman Novotný 7,99 m                                                         | Štěpán Wagner 7,84 m                                                     | Michal Čada 7,52 m                                                       |
| Trojskok                               | Petr Hnízdil 16,10 m                                                         | Ondřej Hanuš 15,16 m                                                     | Ondřej Cais 14,89 m                                                      |
| Vrh koulí                              | Petr Stehlík 19,59 m                                                         | Antonín Žalský 19,29 m                                                   | Jan Tylče 18,42 m                                                        |
| Hod diskem                             | Libor Malina 62,88 m                                                         | Jan Marcell 61,57 m                                                      | Miroslav Pudivítr 59,57 m                                                |
| Hod kladivem                           | Lukáš Melich 76,17 m                                                         | Pavel Sedláček 73,50 m                                                   | Pavel Žák 64,47 m                                                        |
| Hod oštěpem                            | Vítězslav Veselý 76,80 m                                                     | Miroslav Guzdek 75,03 m                                                  | Petr Frydrych 73,16 m                                                    |
| Desetiboj Stará Boleslav 19.–20.7.2008 | Adam Formánek 7446 bodů                                                      | Adam Nejedlý 7259 bodů                                                   | David Sazima 7204 bodů                                                   |
| 20 km chůze Poděbrady 12.4.2008        | Miloš Holuša 1:29:47                                                         | Jiří Malysa 1:34:08                                                      | David Šnajdr 1:35:39                                                     |

### Ženy
| Soutěž                                | Zlato                                                                               | Stříbro                                                                                          | Bronz                                                                                   |
| 100 m                                 | Kateřina Čechová 11,57                                                              | Pavlína Vostatková 11,66                                                                         | Kristina Bažatová 11,77                                                                 |
| 200 m                                 | Denisa Ščerbová 23,56                                                               | Kateřina Čechová 23,85                                                                           | Zuzana Hejnová 23,98                                                                    |
| 400 m                                 | Jitka Bartoničková 53,78                                                            | Drahomíra Eidrnová 53,84                                                                         | Veronika Jelínková 55,70                                                                |
| 800 m                                 | Lenka Masná 2:06,68                                                                 | Veronika Mráčková 2:06,75                                                                        | Tereza Šedivá 2:08,47                                                                   |
| 1500 m                                | Marcela Lustigová 4:33,19                                                           | Tereza Čapková 4:33,37                                                                           | Petra Fousková 4:35,24                                                                  |
| 5000 m                                | Lucie Müllerová 16:44,94                                                            | Petra Kamínková 16:47,98                                                                         | Lenka Všetečková 16:49,91                                                               |
| 10 000 m                              | Petra Kamínková 35:56,95                                                            | Marta Fenclová 36:24,54                                                                          | Irena Petříková 37:11,03                                                                |
| 100 m př.                             | Lucie Škrobáková 12,93                                                              | Petra Seidlová 13,47                                                                             | Lenka Lepičová 13,64                                                                    |
| 400 m př.                             | Kristina Volfová 59,17                                                              | Jana Melichová 59,51                                                                             | Zuzana Klementová 59,77                                                                 |
| 3000 m př.                            | Ivana Sekyrová 10:58,57                                                             | Kateřina Pecháčková 11:11,37                                                                     | Markéta Schybolová 11:39,32                                                             |
| 4 × 100 m                             | Zuzana Bičíková Petra Seidlová Kristina Bažatová Jitka Bartoničková USK Praha 46.23 | Jana Brožová Pavlína Vostatková Lenka Lepičová Petra Fairaislová Sokol SG Plzeň-Petřín 47.09     | Iveta Mazáčová Martina Dostálová Jana Branišová Marie Burešová Olymp Praha 47.58        |
| 4 × 400 m                             | Jitka Bartoničková Marcela Lustigová Dana Šatrová Zuzana Hejnová USK Praha 3:41.27  | Kateřina Ulrichová Lenka Švábíkvá Drahomíra Eidrnová Veronika Jelínková Hvězda Pardubice 3:44.19 | Zlata Polonyiová Zuzana Klementová Eva Follnerová Denisa Ščerbová SSK Vítkovice 3:47.08 |
| Skok do výšky                         | Romana Dubnova 1,94 m                                                               | Iva Straková 1,94 m                                                                              | Oldřiška Marešová 1,77 m                                                                |
| Skok o tyči                           | Romana Maláčová 4,19 m                                                              | Jiřina Ptáčníková 4,08 m                                                                         | Eliška Vaníčková 3,97 m                                                                 |
| Skok daleký                           | Denisa Ščerbová 6,52 m                                                              | Jana Korešová 6,42 m                                                                             | Kateřina Líbalová 6,18 m                                                                |
| Trojskok                              | Martina Šestáková 14,16 m                                                           | Gabriela Vaculová 13,35 m                                                                        | Iva Vedralová 12,98 m                                                                   |
| Vrh koulí                             | Jana Kárníková 16,49 m                                                              | Lenka Ledvinová 15,22 m                                                                          | Andrea Valešová 14,57 m                                                                 |
| Hod diskem                            | Věra Cechlová 59,81 m                                                               | Milena Bečičková 50,96 m                                                                         | Lucie Vaníčková 49,51 m                                                                 |
| Hod kladivem                          | Kateřina Šafránková 67,47 m                                                         | Lenka Ledvinová 65,66 m                                                                          | Jana Hyjánková 62,95 m                                                                  |
| Hod oštěpem                           | Barbora Špotáková 64,47 m                                                           | Jarmila Klimešová 60,69 m                                                                        | Kateřina Žofková 46,70 m                                                                |
| Sedmiboj Stará Boleslav 19.–20.7.2008 | Eliška Klučinová 5707 bodů                                                          | Jana Korešová 5652 bodů                                                                          | Kateřina Konvalinková 5447 bodů                                                         |
| 20 km chůze Poděbrady 12.4.2008       | Zuzana Schindlerová 1:33:58                                                         | Lucie Pelantová 1:41:02                                                                          | Monika Choděrová 1:44:09                                                                |